# Barsac minima
Barsac minima är en insektsart som beskrevs av Fletcher 1988. Barsac minima ingår i släktet Barsac och familjen Flatidae. Inga underarter finns listade i Catalogue of Life.